# 엔클라바 왕국

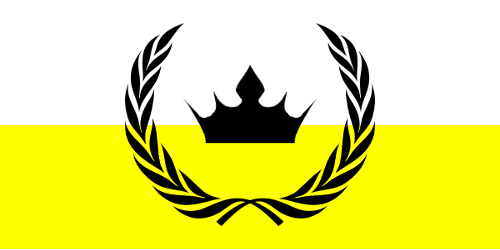
엔클라바 왕국의 국기

엔클라바 왕국(Kingdom of Enclava)은 슬로베니아와 크로아티아 간 영토 분쟁이 있는 국경의 무인지대 Brezovica pri Metliki에 폴란드인 Piotr Wawrzynkiewicz가 수립을 선포한 마이크로네이션이다.
폴란드인인 피오트르 바브리진키에비치와 동료들은 최근 슬로베니아를 방문한 뒤 크로아티아 자그레브에서 슬로베니아 국경 쪽으로 50km 떨어진 일대를 '엔클라바(재외 내륙국이라는 뜻) 왕국'으로 일방 선포했다고 AFP 통신이 15일 보도했다. 발칸 국가들은 1991년 옛 유고연방이 분리 해체되며 내전을 치르는 과정에서 강이나 산맥 등 자연 지형을 국경선으로 삼는 바람에 일부 지역에 대해서는 서로 영유권을 주장하고 있다. 지난달 크로아티아와 세르비아 사이를 흐르는 다뉴브강 사행천 지역의 일부 무인지대에도 체코의 우파 정당원들이 '리버랜드'라고 독립국을 일방선포하고 온라인으로 국민을 모집 중이다. 엔클라바 왕국도 리버랜드와 유사하게 홈페이지 (www.enclava.org)를 개설하고 국민을 모집 중이며 중국어를 포함해 5개 언어를 공용어로 삼았다.
엔클라바 왕국 역시 세금은 자발적으로 내며, 피부색과 종교를 따지지 않고 모두가 자유롭게 의견을 밝힌다는 것을 모토로 삼았다. 피오트르씨는 지난주 약 800명이 투표해 '민주 선거'를 치러 장관 등을 뽑았다고 소개하면서 곧 헌법을 마련하고, 전자 주민카드를 발행할 계획이라고 말했다. 슬로베니아 외교부는 엔클라바 왕국의 존재 자체를 묵살하고 있으며 아직 국가로 인정한 나라는 없다고 피오트르씨는 덧붙였다.